# Sankt Eriks katolska domkyrka
Sankt Eriks katolska domkyrka, även känd som Stockholms katolska domkyrka, belägen i kvarteret Nattugglan vid Folkungagatan 46 på Södermalm i Stockholm, är Stockholms katolska stifts och därmed hela romersk-katolska Sveriges katedral. Kyrkan invigdes år 1892 och fungerar som domkyrka sedan 1953. 1983 invigdes tillbyggnaden som fungerar som ett nytt kyrkorum och är tillbyggt där det gamla koret slutade.  

## Historik

### Gamla delen

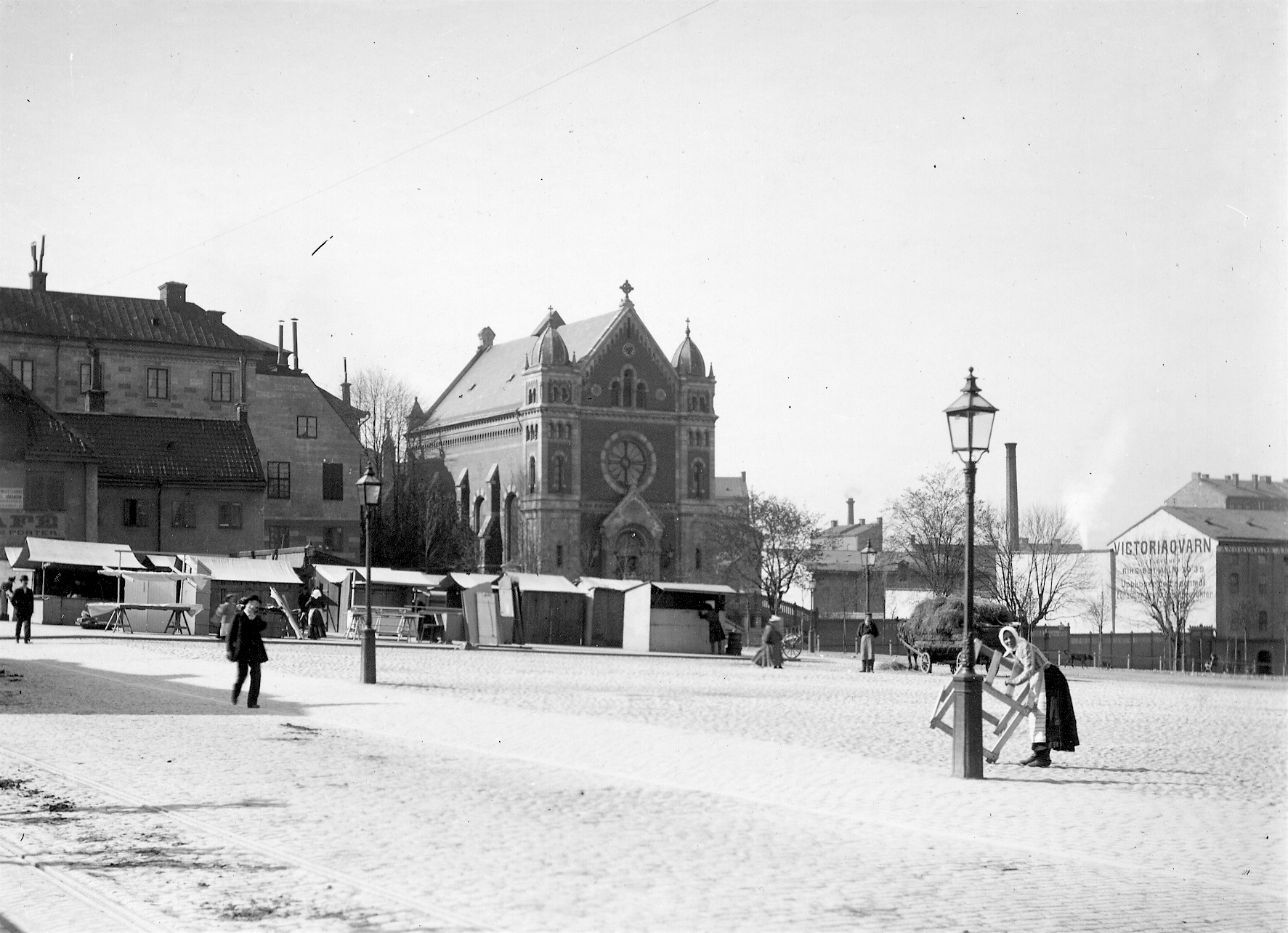
Kyrkobyggnaden kring 1900.

År 1857 förvärvade Katolska församlingen i Stockholm Paulis malmgård. Malmgården bestod då av huvudbyggnad med två flygelbyggnader och en trädgård. I den numera rivna norra flygeln inrättades 1860 den äldsta kyrkan, Sankt Eriks katolska kapell. Öster om kyrkan finns delar av Paulis malmgård fortfarande bevarade, där man har expedition, prästboställe och skola.
Nuvarande kyrkobyggnad i kvarteret Nattugglan kom till på initiativ av den apostoliske vikarien Albert Bitter och uppfördes mellan 1890 och 1892 efter ritningar av arkitekt Axel Gillberg (1861–1915). Den hade föregåtts av ett förslag i samma kvarter om götiskt kapell med hög tornspira ritad av Magnus Isæus och Carl Sandahl, vilket till följd av de dåliga grundförhållandena på platsen fick överges. Istället utformade Gillberg, som varit biträde hos Isæus och Sandahl, ett nytt mer modest förslag. Han gestaltade kyrkan i nyromansk rundbågestil, med rött klinkertegel och grå puts. Basilikan är grundformen. Huvudfasaden mot Folkungagatan domineras av ett stort rosettfönster och kröns av ett kors som flankeras av två låga torn. Ursprungligen fanns ett fasadur på norra fasaden. Kyrkan fick en längd på 70 fot (cirka 21 meter), bredd 40 fot (cirka 12 meter) och höjd 41 fot (cirka 12,3 meter) och rymde ursprungligen 117 personer.

### Nya delen
Den 25 mars 1983 invigdes tillbyggnaden av kyrkan mot syd då ett nytt kyrkorum med kor tillades genom en genombrytning i det gamla koret. Arkitekt var Hans Westman med dotter Ylva Lenormand från Westman-ateljéerna i Malmö. Altaret flyttades till den nya delen. Lösningen är ovanlig eftersom man inte kan se altaret från huvudingången i kyrkans gamla del, och eftersom den nya delen är mycket större än den gamla vilket skänker denna en karaktär av genomgångsrum. En 27 meter hög klockstapel utförd i betongelement uppfördes intill nybyggnadens södra sida. Klockstapelns tornspira avslutas med en krona av koppar runt S:t Eriks martyrsvärd som kors.
Under den nya kyrkodelen anordnades en samlingssal avsedd för församlingsfester, konserter, föredrag, kyrkkaffe och liknande. Efter ombyggnaden har kyrkan plats för 600 personer, varav 350 i den nya kyrkodelen. Tillbyggnadens huvudentreprenör var Viktor Hanson. Bygget kostade drygt 24 miljoner kronor som var gåvor från församlingen, stiftets katoliker och, till största delen, från katolska församlingar i Västtyskland.

#### Kyrkklockor
Bakom kyrkans norra fasad finns ett klockrum med fyra kyrkklockor. Den största klockan heter "Gloriaklockan", näst störst bland klockorna är "S:t Petrus och S:t Paulus-klockan". Namnet S:t Petrus och S:t Paulus syftar på deras ställning, tillsammans med S:t Erik, som domkyrkans skyddspatroner. Klockan göts i Tyskland. Den näst minsta klockan är en gåva av Schönstatt-Diasporahilfswerk i Vallendar. Den minsta klockan bär namnet "Requiemklockan". 

## Verksamhet
Kyrkan blev katolsk domkyrka vid inrättandet av Stockholms katolska stift 1953, efter ökad religionsfrihet i Sverige. Den tillhör Sankt Eriks katolska församling som har cirka 8 500 medlemmar.
Stockholms katolska stift, som omfattar hela Sverige, hade år 2011 cirka 100 600 registrerade medlemmar och är därmed en av Sveriges största kyrkor. Eftersom stiftet är mångkulturellt, hålls mässor varje vecka på fem språk och regelbundet på ytterligare tre. Domkyrkans skyddshelgon är Sankt Erik, Stockholms skyddspatron och Sveriges kung 1150–1160. År 1998 fick stiftet sin förste biskop av svensk börd sedan reformationen, Anders Arborelius. Kyrkans invigningsdag firas den 18 januari.

## Ritningar
Ritningarna är signerade av arkitekt Axel Gillberg och godkända den 17 december 1890 av dåvarande stadsarkitekt i Stockholm Ludvig Hedin.

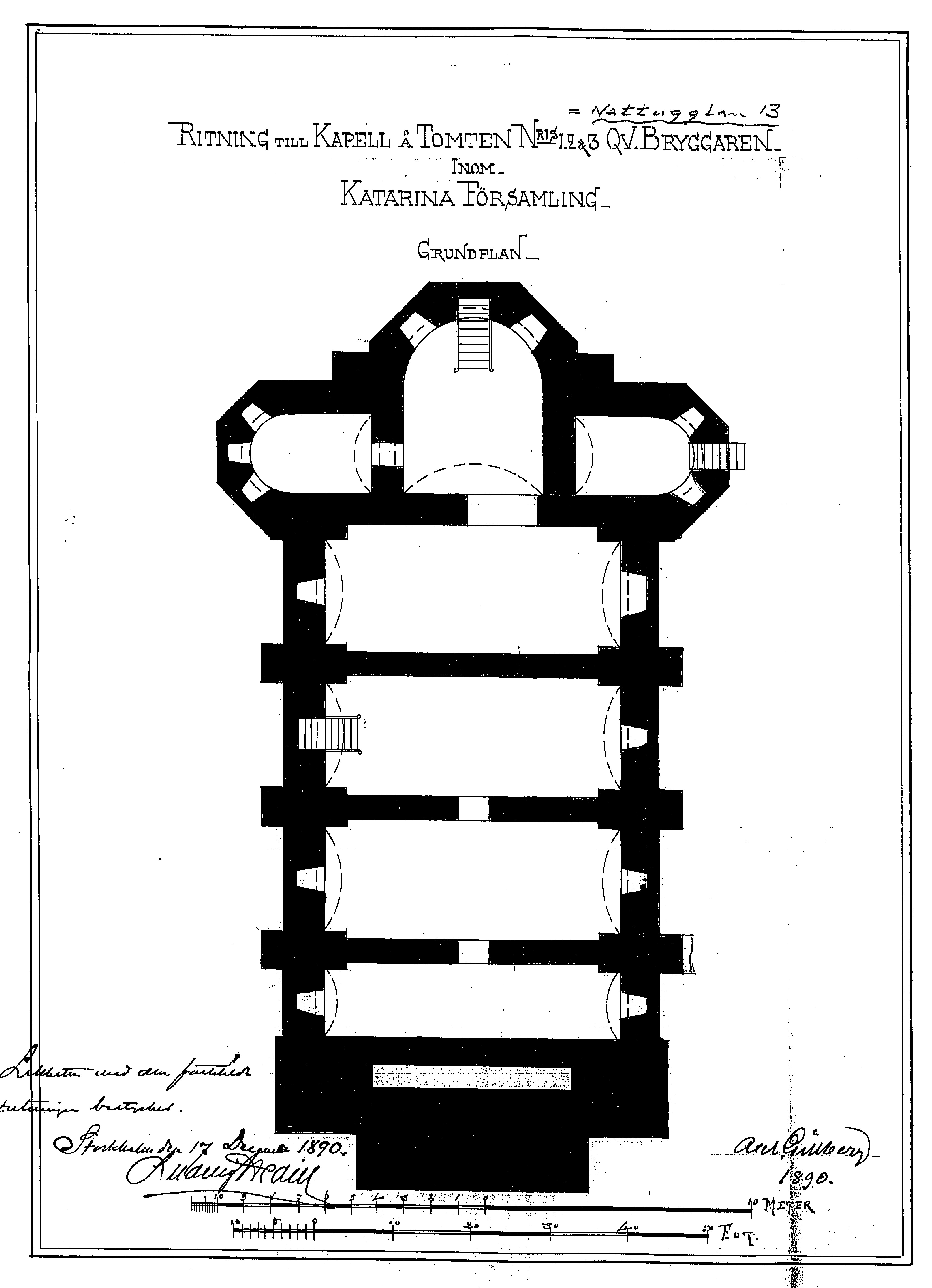
Grundplan.
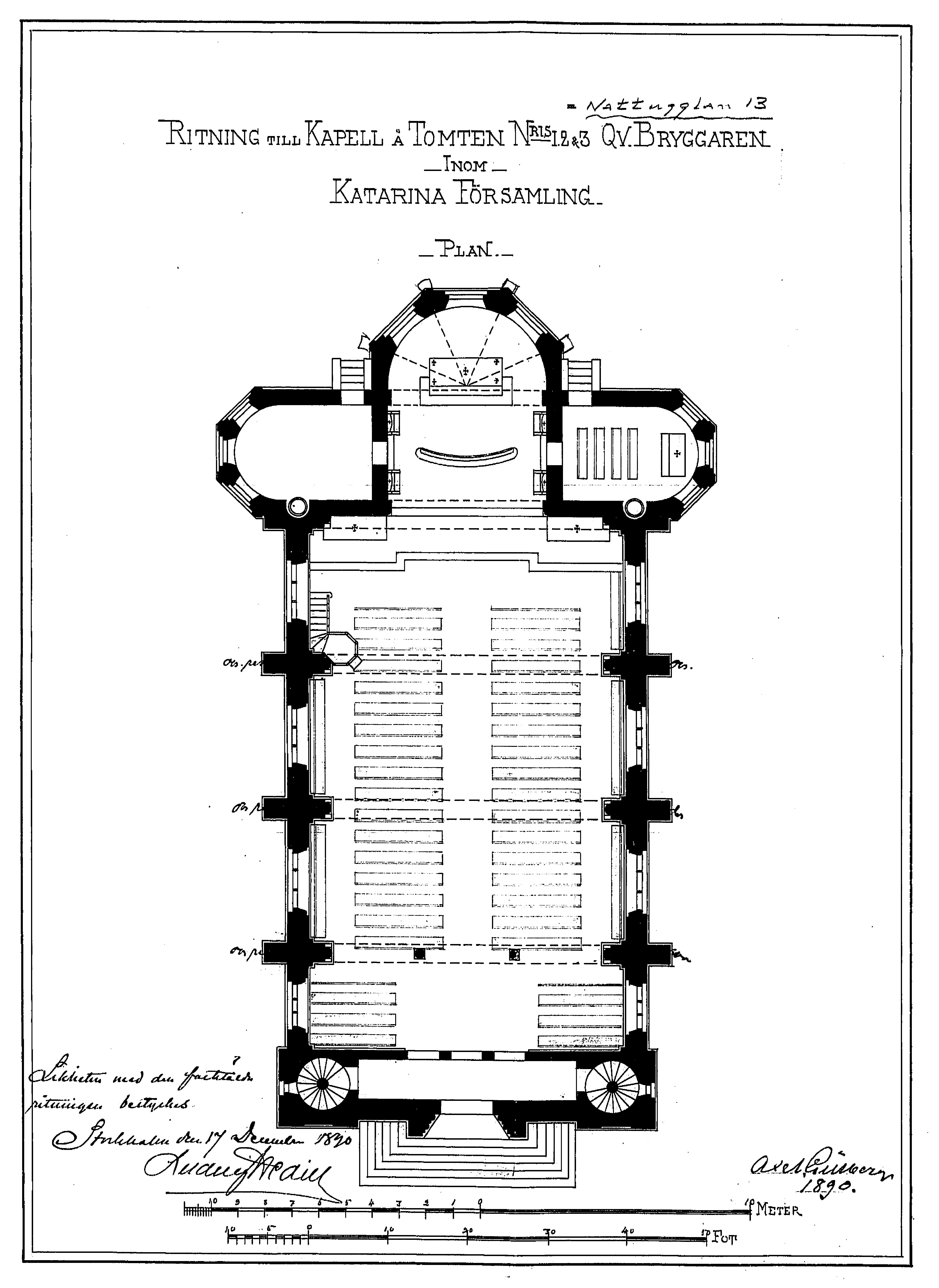
Bottenplan.
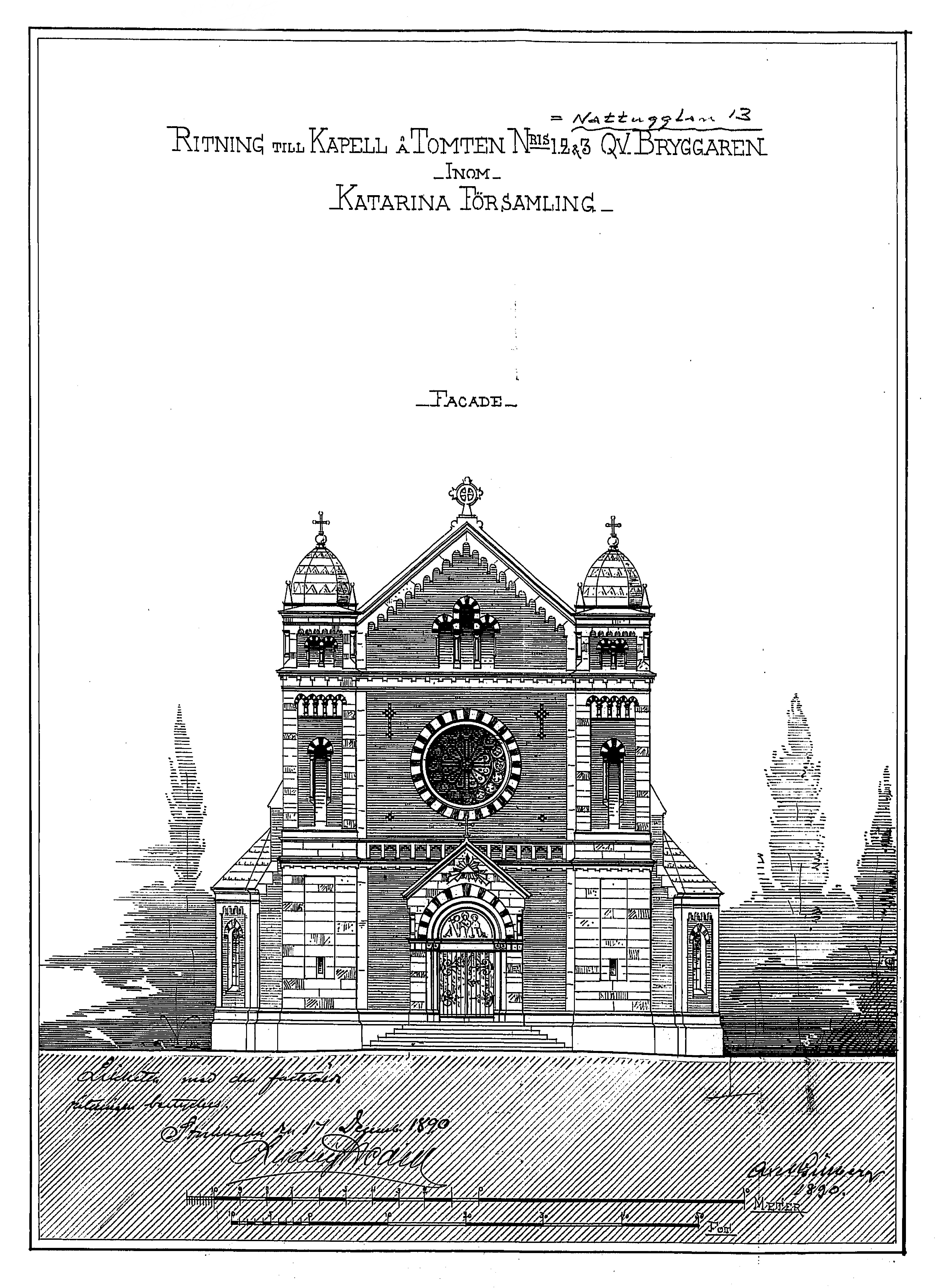
Fasad mot norr.
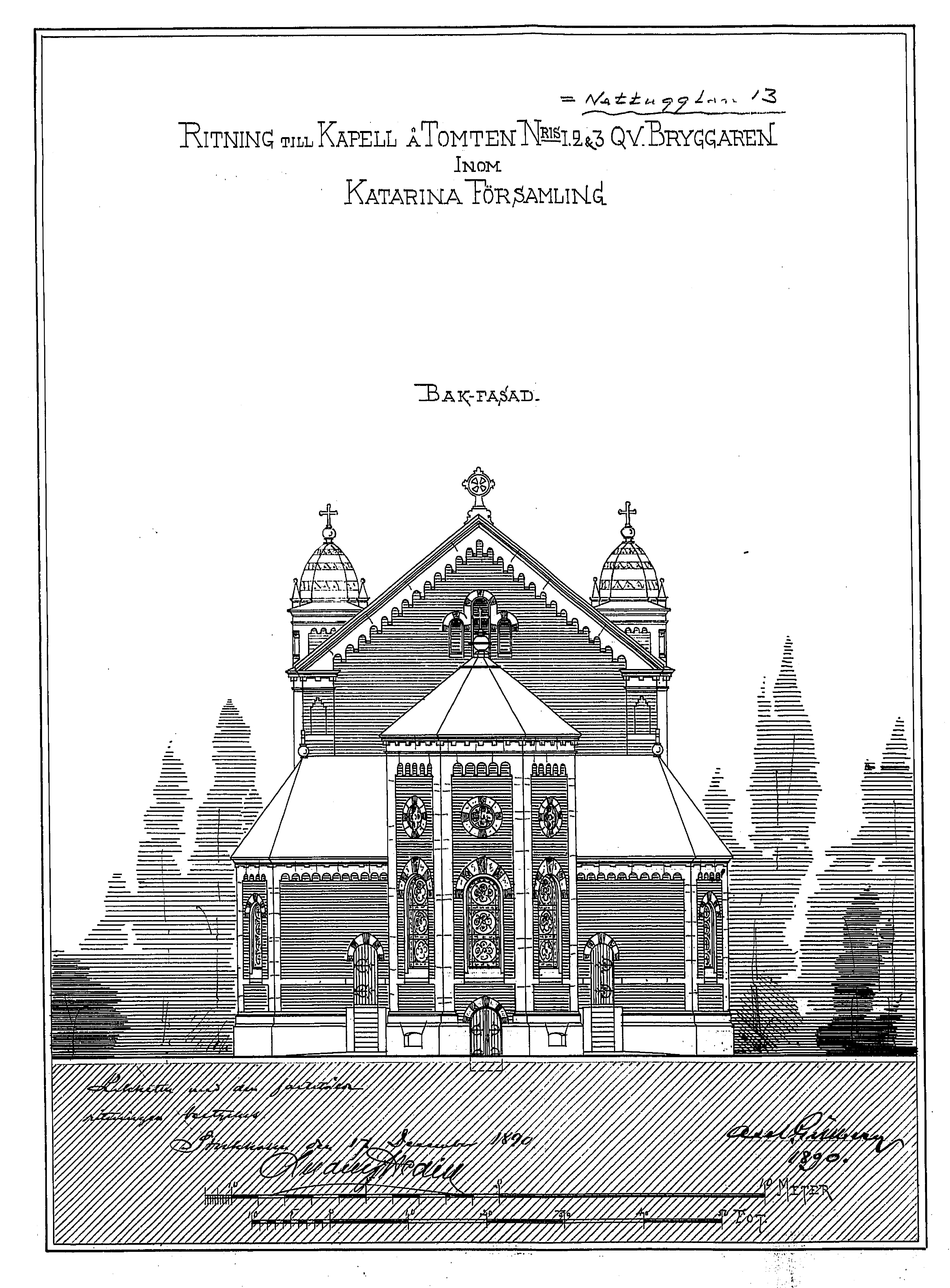
Fasad mot syd.

## Exteriörbilder

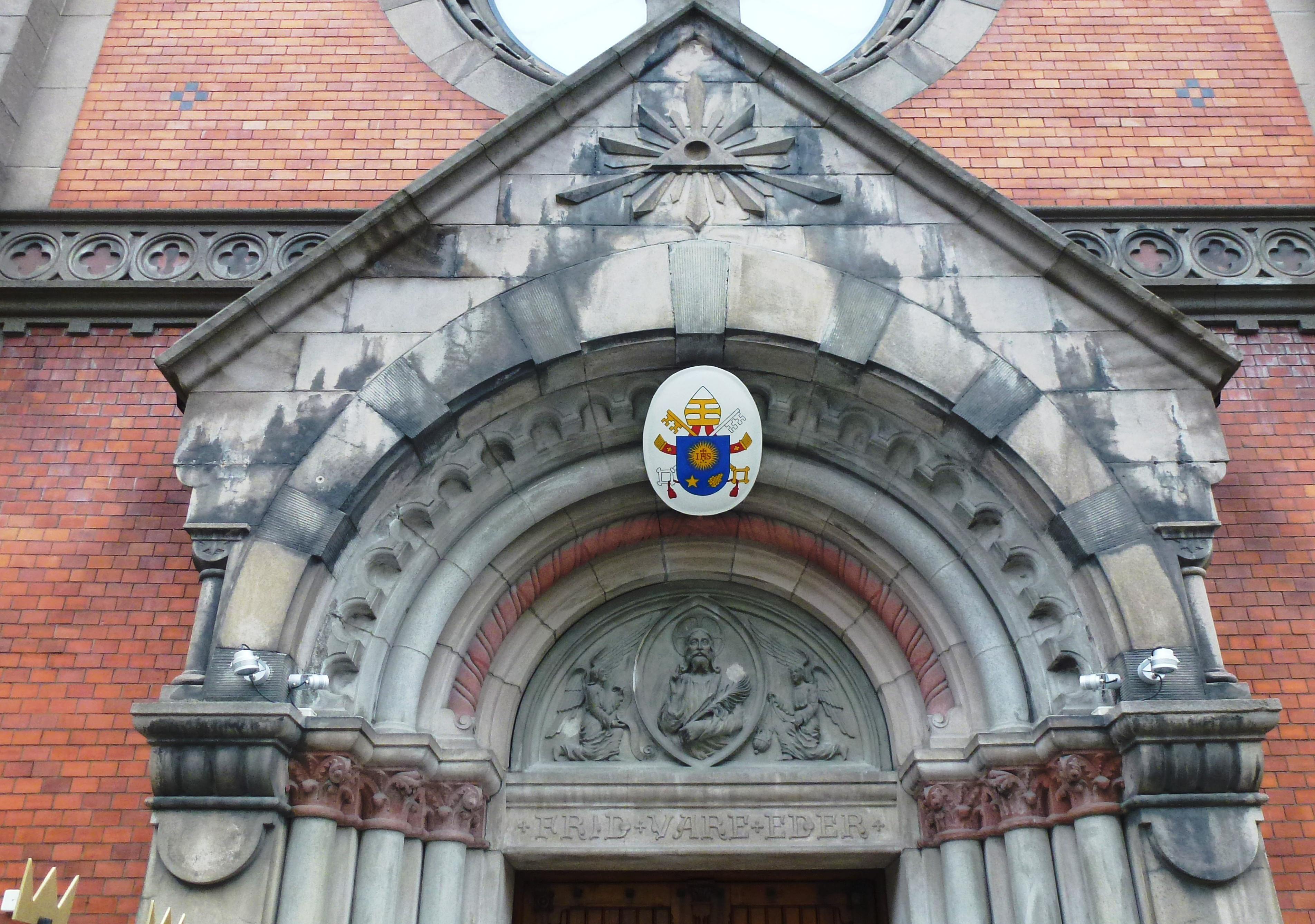
Kyrkans gamla portal.
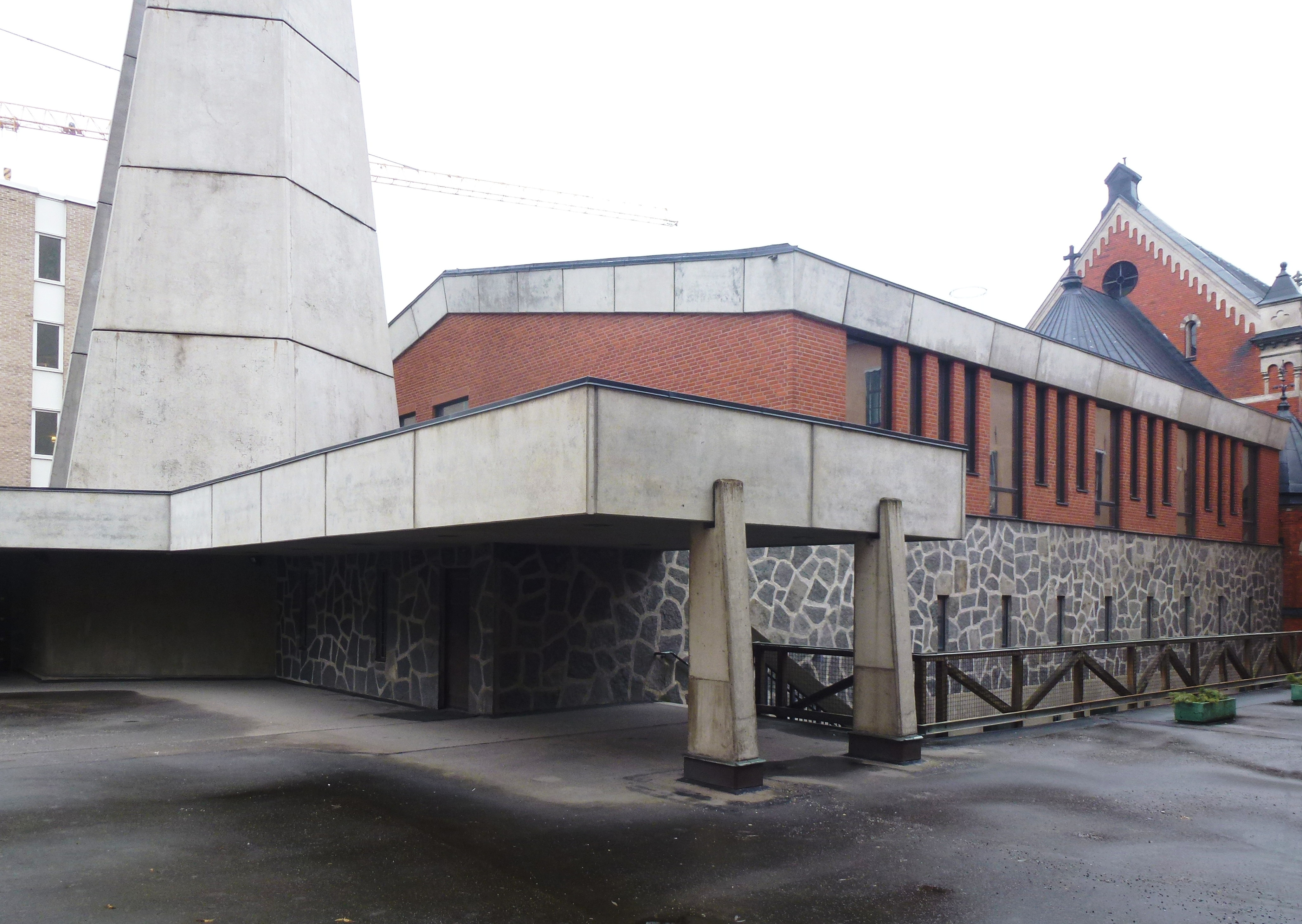
Tillbyggnaden/entrén från 1983.
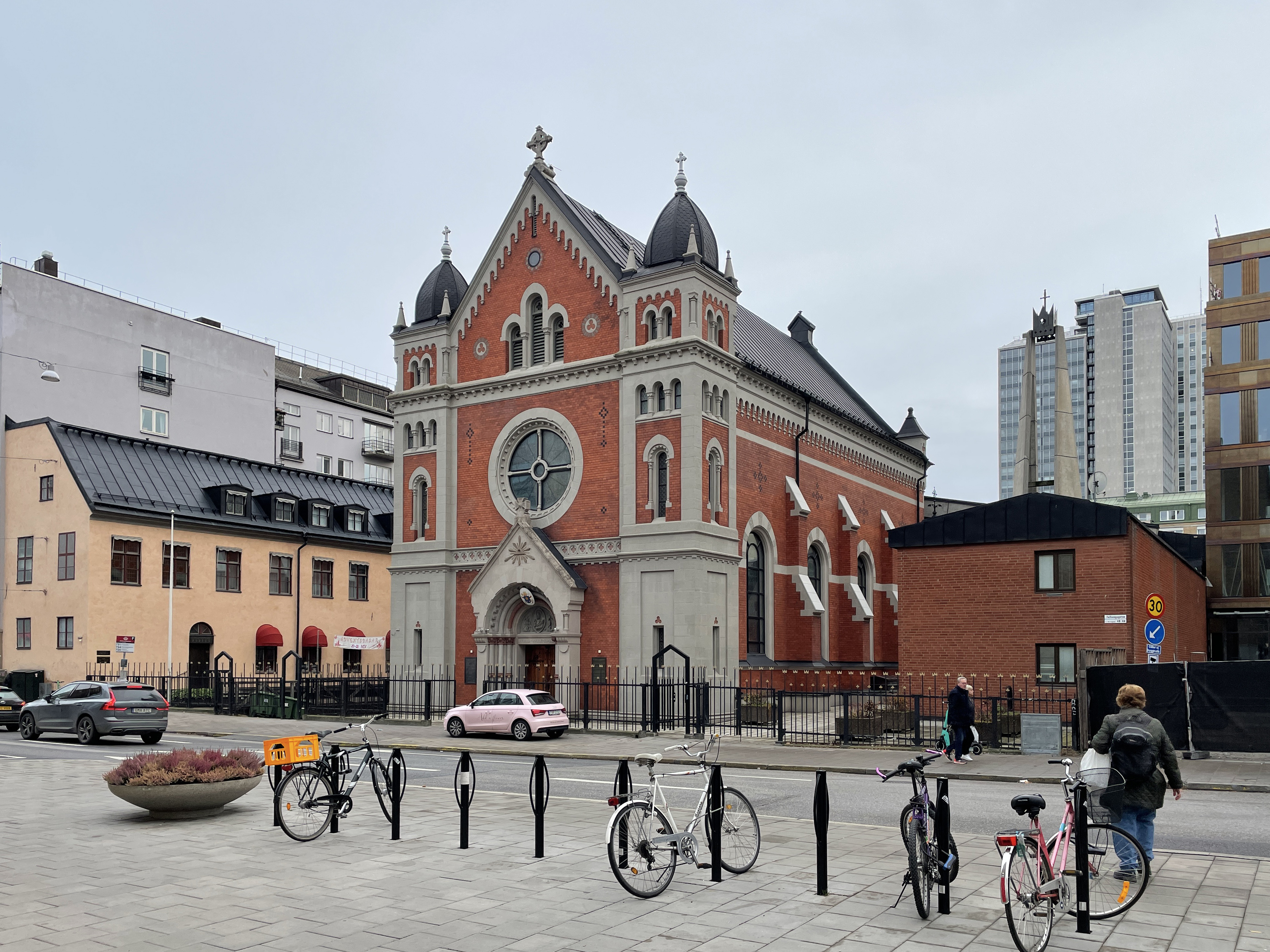
Domkyrkan sedd från nordväst.
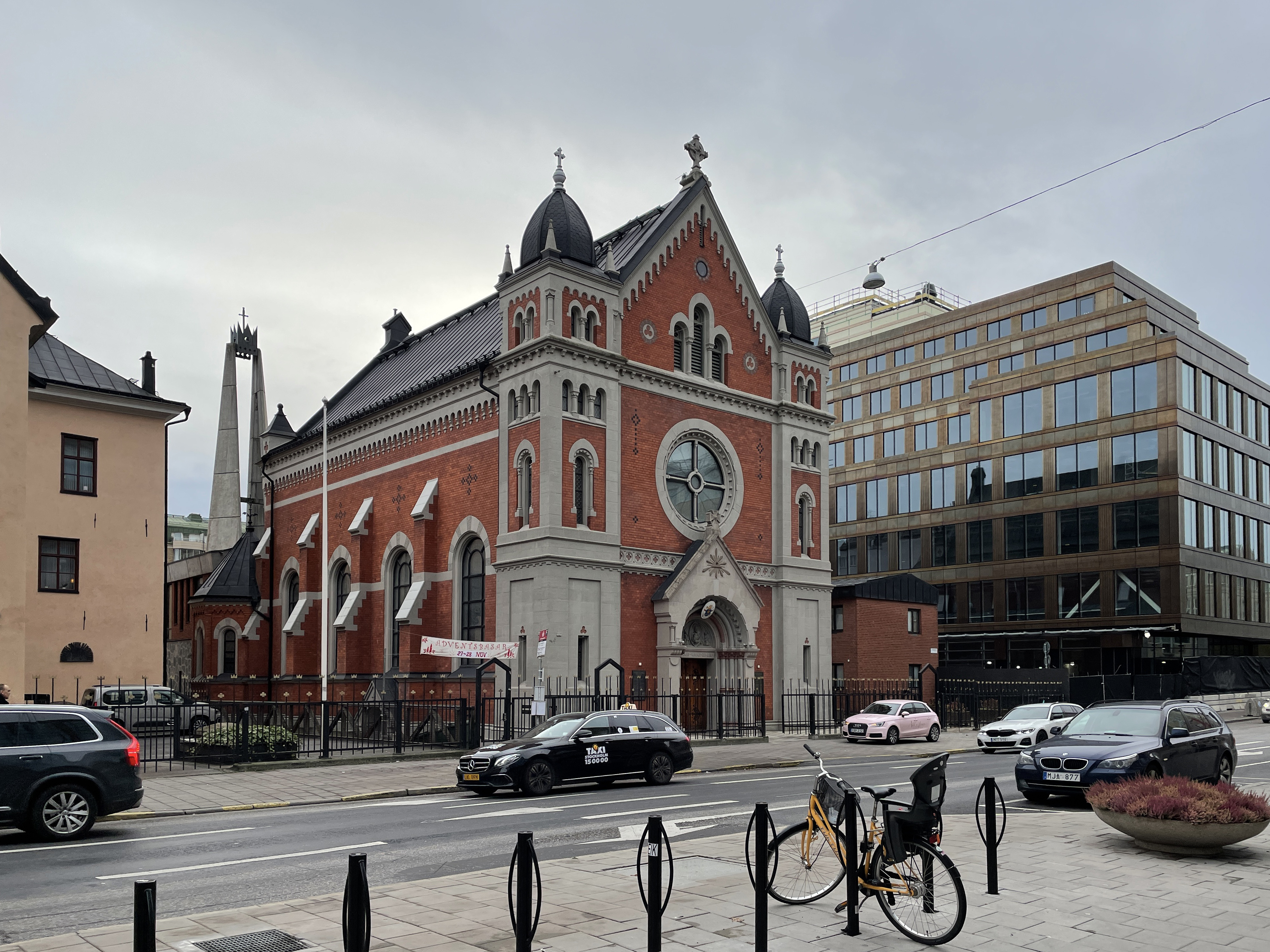
Domkyrkan sedd från nordöst.

## Interiörbilder

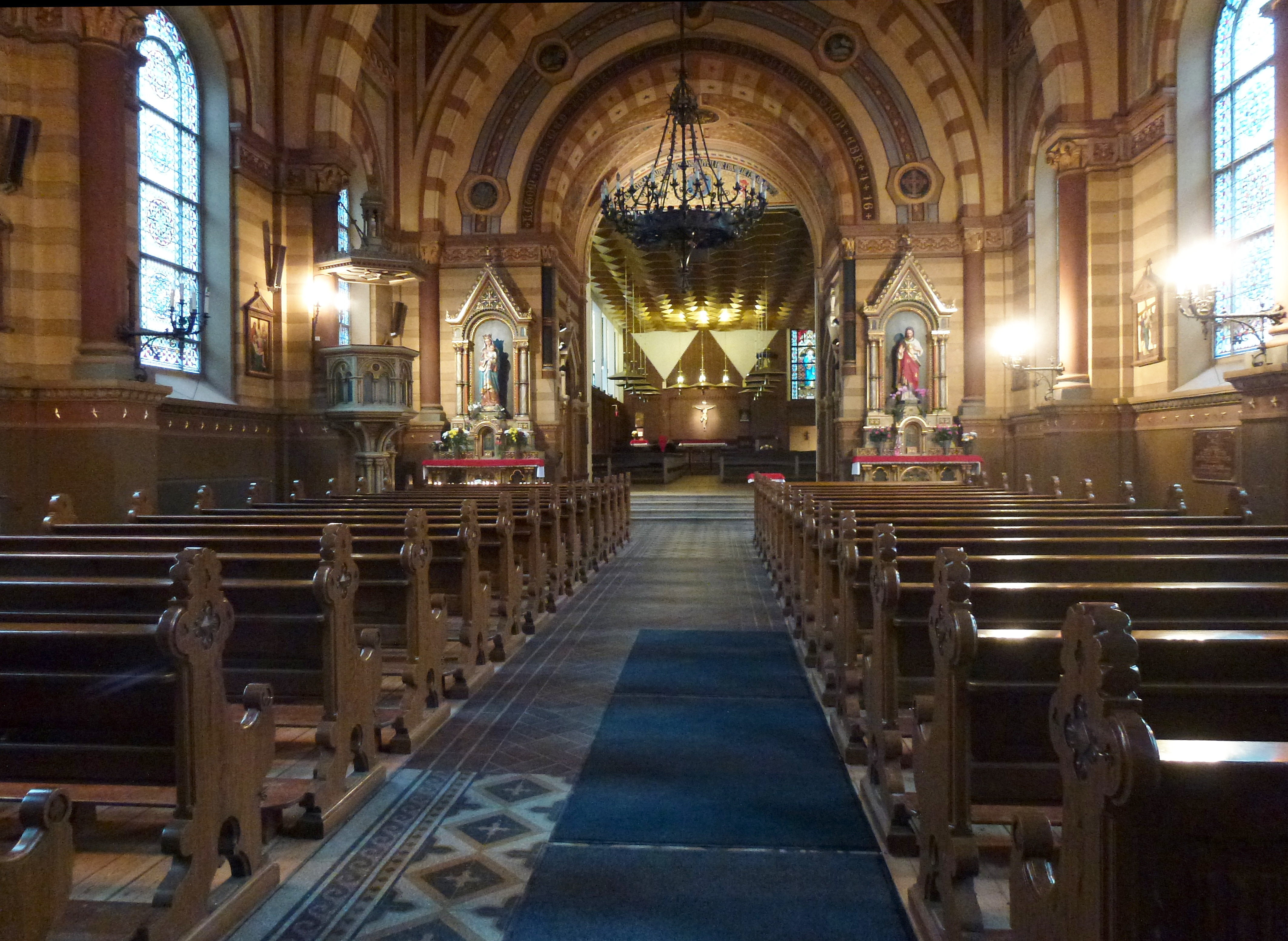
Kyrkans gamla del.
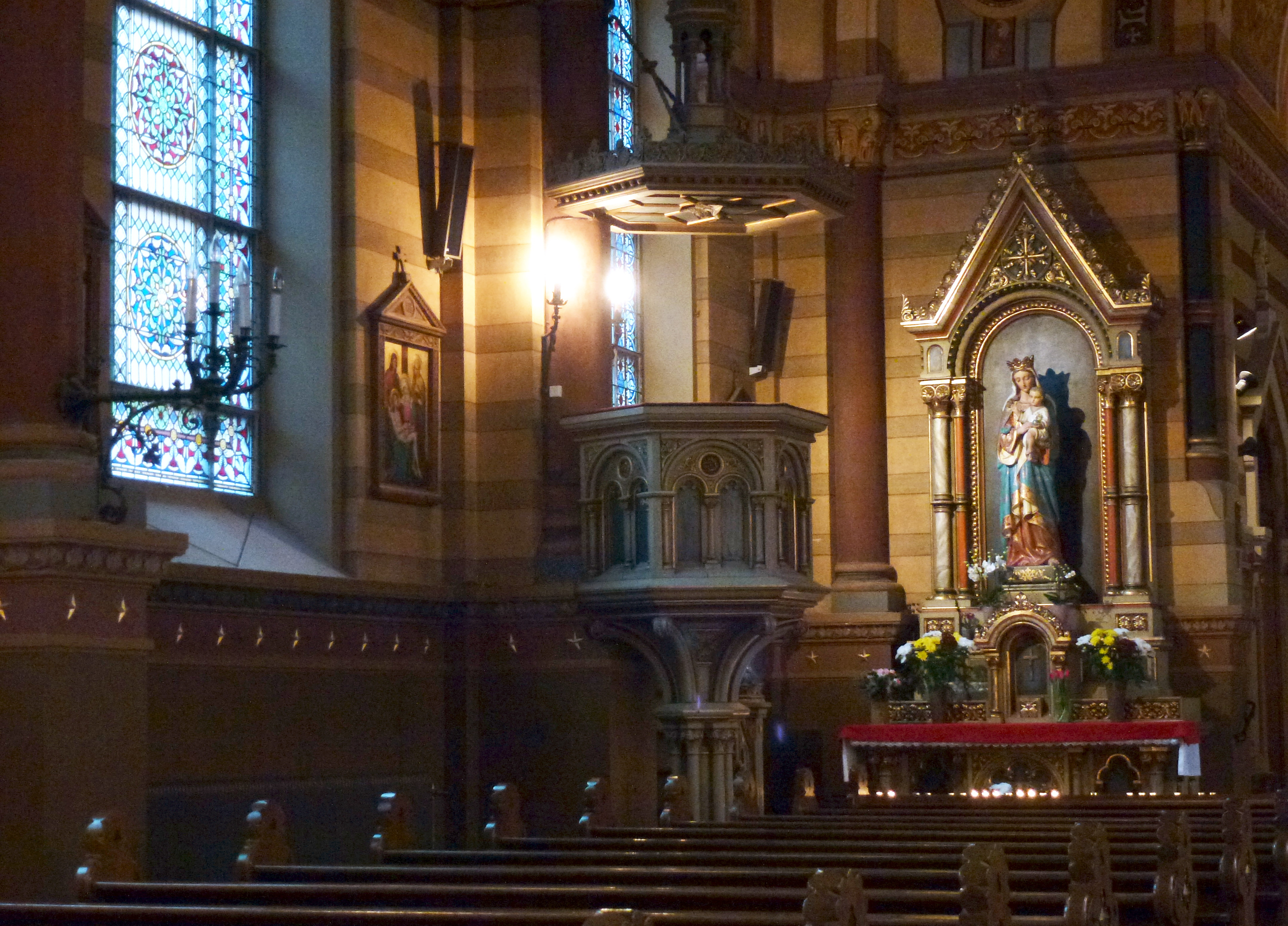
Predikstolen.
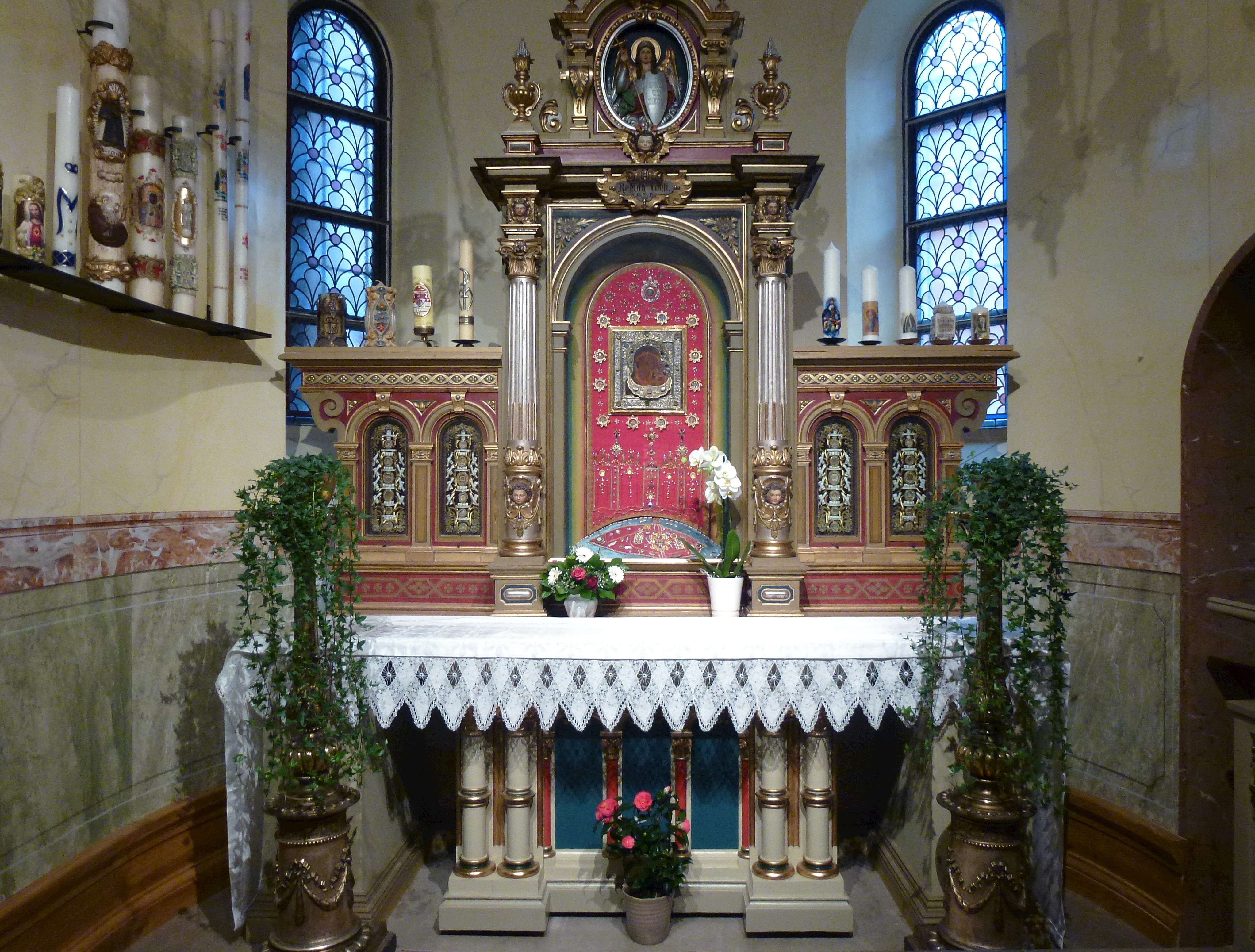
Altare i sidoskepp.
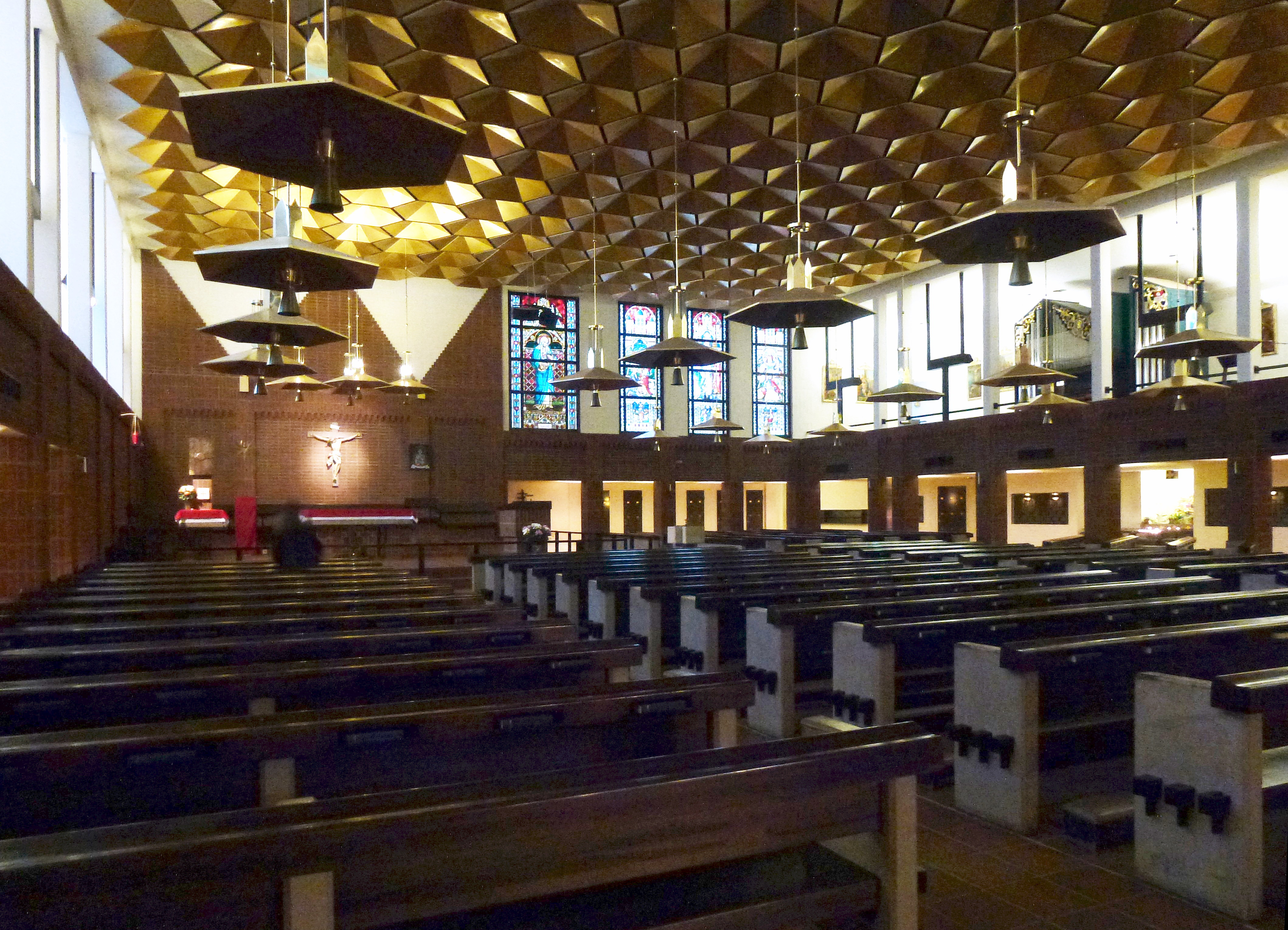
Kyrkans nya del.